# Дядченко Сергій Петрович
Сергі́й Петро́вич Дядченко (нар. 23 вересня 1979, м. Токтогул, Таласька область, Киргизька РСР — 1 липня 2017, с-ще Піски, Ясинуватський район, Донецька область, Україна) — старший сержант Збройних сил України, учасник російсько-української війни. Позивний «Киргиз».

## Біографія
Народився 1979 року в киргизькому місті Токтогул. Сім'я Сергія переїхала в Україну, у село Шевченкове Звенигородського району Черкаської області, де він закінчив 9-й клас школи. 1997 року здобув спеціальність тракториста-електрика у Звенигородському СПТУ.
З 23 листопада 1997 по 12 березня 1999 року проходив строкову військову службу у Збройних силах України на посаді старшого навідника, потім командира гармати та командира відділення.
Працював трактористом у колгоспі села Шевченкове.
З початком російської збройної агресії проти України 15 травня 2014 року добровольцем пішов на фронт, рік служив у 34-му батальйоні територіальної оборони Кіровоградської області «Батьківщина», який згодом реорганізовано в мотопіхотний батальйон. Виконував завдання на території проведення антитерористичній операції на сході України.
Демобілізувався 18 травня 2015 року. Якийсь час мешкав у Черкасах.
2016 року підписав контракт з в/ч В5912, — 1647-й окремий автомобільний батальйон (м. Черкаси), звідки знову вирушив на фронт до 34-го батальйону. 30 червня 2017 присвоєне звання старшого сержанта.
Старший сержант, командир відділення 34-го окремого мотопіхотного батальйону «Батьківщина» 57-ї окремої мотопіхотної бригади, військова частина А4395.
Загинув 1 липня 2017 року близько 17:40 внаслідок підриву на міні з «розтяжкою» під час виконання робіт з інженерного обладнання на взводному опорному пункті поблизу селища Піски Ясинуватського району. Разом із Сергієм загинув солдат Володимир Сініцин.
Похований 4 липня на кладовищі села Шевченкове.
Батько помер, залишились мати, дружина, сестра і брат. Брат Сергія Ігор теж служив у 34-му батальйоні, і сестра проходила службу в зоні АТО. Ще один брат — Віктор Бойко — загинув на фронті у липні 2014 року.

## Нагороди та відзнаки
- Указом Президента України № 12/2018 від 22 січня 2018 року, за особисту мужність і самовіддані дії, виявлені у захисті державного суверенітету та територіальної цілісності України, зразкове виконання військового обов'язку, нагороджений орденом «За мужність» III ступеня (посмертно)[6].
- Нагороджений відзнакою облради «За заслуги перед Черкащиною» (посмертно)[7].

## Вшанування пам'яті
13 жовтня 2017 року у Шевченківському НВК було урочисто відкрито меморіальну дошку полеглому на війні випускнику школи Сергію Дядченку. Це вже друга дошка на фасаді навчального закладу, першою — вшановано пам'ять загиблого воїна Віктора Бойка, брата Сергія Дядченка.